# Udumalaipettai
Udumalaipettai é uma cidade e um município no distrito de Coimbatore, no estado indiano de Tamil Nadu.

## Demografia
Segundo o censo de 2001,  Udumalaipettai  tinha uma população de 58,893 habitantes. Os indivíduos do sexo masculino constituem 49% da população e os do sexo feminino 51%. Udumalaipettai tem uma taxa de literacia de 81%, superior à média nacional de 59.5%: a literacia no sexo masculino é de 85% e no sexo feminino é de 77%. Em Udumalaipettai, 8% da população está abaixo dos 6 anos de idade.